# The Barbershop
The Barbershop je americký němý film z roku 1894. Režiséry jsou William Kennedy Dickson (1860–1935) a William Heise (1847–1910). Film trvá asi půl minuty a zobrazuje holiče, jak rychle oholí svého zákazníka, zatímco další dva sedí na židli a čekají až přijdou na řadu. Snímek byl natočen ve studiu Černá Marie ve West Orange v New Jersey ve spolupráci s Thomasem Alva Edisonem a jeho kinetoskopem.
Film je od roku 1923 volným dílem.